# پدرو مونسون
پدرو مونسون (اسپانیایی: Pedro Monzón‎؛ زادهٔ ۲۳ فوریهٔ ۱۹۶۲) بازیکن سابق و مربی فوتبال اهل آرژانتین است.

## باشگاهی
از باشگاه‌هایی که در آن بازی کرده‌است می‌توان به باشگاه فوتبال ایندپندینته، باشگاه فوتبال آلیانزا لیما، باشگاه فوتبال اتلتیکو هوراکان، و باشگاه ورزشی بارسلونا اشاره کرد.

## تیم ملی
وی همچنین در تیم ملی فوتبال آرژانتین بازی کرده‌است.